# Японсько-корейський договір 1885 року
Японсько-корейський договір 1885 року, також відомий як Хансонський договір (яп. 漢城条約, Kanjō Jōyaku) від історичної назви Сеула Хансон (кор.: хангиль: 한성, ханча: 漢城) — угода між Японією та Кореєю після невдалого державного перевороту в корейській столиці в грудні 1884 року.

## Історичне тло
4 грудня 1884 року була здійснена спроба державного перевороту, також відомого як переворот Капсіна. Переворот був здійснений у той час, коли китайці вивели половину свого гарнізону з Сеула.
Лише через три дні повстання було придушене китайськими військовими силами, які стояли в столиці Кореї місті Хансон (Сеул). Під час конфлікту було спалено будівлю японського представництва і сорок японців було вбито.
Іноуе Каору був головним японським дипломатом у відносинах з Кореєю. Дипломатичні переговори були завершені в січні 1885 р.

## Положення договору
Уряд Японії вимагав і отримав вибачення та відшкодування.

## Наслідки
Намагаючись розрядити напруженість навколо Кореї, і Японія, і Китай погодилися вивести свої війська з Кореї в Тяньцзінській конвенції у квітні 1885 року.